# 전자 디스커버리
전자 디스커버리 혹은 e-디스커버리 혹은 전자적 증거개시(Electronic discovery, e-discovery)는 민사소송에서 실시하는 전자적으로 저장되어있는 정보를 개시하는 것을 말한다. 여기에 전자적으로 저장되어 있는 정보란 전자적인 매체(PC의 내용뿐만 아니라 서버나 휴대전화, PDA, 휴대 정보단말기, USB 메모리 등을 활용한 외부기억장치, 뮤직 플레이어, 클라우드 시스템 등)에 기록되어 있다는 의미이다.

## 개요
전자 정보는 무형성, 지속성 면에서 종이에 기록된 정보와 다르다. 또한 전자정보는 종이에 기록된 정보에서는 일반적으로 찾기 힘든 메타 데이터를 포함한다. 전자 디스커버리는 변호사, 의뢰인, 기술고문과 법원에게 새로운 문제를 야기하며 새로운 기회를 제공한다. 이것은 정보의 수집, 감시, 상대방에 대한 제출 등 각 단계에서 발생된다. 다음은, 미국의 전자 디스커버리 제도를 중심으로 설명한다.
미국 연방민사소송규칙 (Federal Rules of Civil Procedure)는 2006년 12월 1일에 전자 공시에 관한 규정을 정비하였다. 이 중 전자 디스커버리와 관련된 것은 16조 및 26 조이다.
전자 디스커버리의 대상이 되는 데이터에는 이메일, 메신저 채팅 기록, 오피스 프로그램 등으로 작성된 파일 회계 데이터, CAD 나 CAM 파일, 웹 사이트 등 모든 전자적으로 저장된 정보로 소송에서 증거가 될 수 있는 것은 모두 포함된다. "원 데이터 (raw data) '는 물론 공개 대상이 되지만, 전문가들은 이 데이터에서 숨겨진 정보를 읽어 들일 수 있다. 데이터의 본래의 파일 형식은 원시 형식으로 불린다. 전자 디스커버리에서 소송 당사자는 여러 형식 중 하나에 의해 정보를 조사 할 수 있다. 이 중 일부는 종이에 인쇄 된 것으로, 원시 포맷 및 TIFF 이미지가 포함된다. 만일 원시 형식이 Microsoft Word 파일로 10 페이지 분량의 데이터를 포함했다면 이를 전자 디스커버리 전문업체에 의뢰해 10 페이지의 TIFF 이미지로 변환 해달라고 요청할 수 있다. 제출된 서류는 베이츠 번호 방식에 의해 번호가 붙여진다.
전자 디스커버리 분야에서 일하는 사람들은 자신의 직역을 "소송 지원 '이라고 부르는 경우가 많다.
이디스커버리는 소송 관계자 간 서로 교환하는 정보에 전자정보를 포함한 것을 의미하며 2006년부터 도입되어 활용, 우리나라에서는 전자증거개시 제도로 번역돼 불리기도 한다. 한국 소송절차와는 다르게 미국 민사소송에는 사전심리(Pre-Trial) 단계가 존재, 소송의 약 80%가 이 단계에서 해결되며 이 과정에서 이디스커버리는 합의 조건을 결정짓는 데 매우 중요한 역할을 한다. 미국에서는 민사소송과 더불어 국제무역위원회(ITC), 법무부(DOJ), 연방 거래 위원회(FTC), 증권 거래위원회(SEC)에서도 활발히 활용된다.

### 이디스커버리 기본원칙
이디스커버리 진행은 기본원칙인 1) 무결성(Integrity), 2) 타당성(Validity), 3) 적시성(Timeliness)에 따라 진행되는 것이 특징이다.
증거의 1) 무결성 원칙은 소송 관련 모든 문서를 훼손, 수정, 삭제하지 않아야 한다는 내용을 포함하고 있다. 2) 요청의 타당성의 경우 상대방에게 증거 요청 시 사실관계에 따라 이와 관련된 증거만 확인 및 제출하는 것으로 이디스커버리를 위해 수집되는 전자문서 범위가 무리하게 확대되지 않게 제한하여, 비용이 많이 증가하거나 소송과 관련 없는 문서를 상대방이 요구해 기업 데이터가 노출 가능성을 최소화하기 위함이다. 3) 적시성은 법원의 증거제출 명령기한 내 요청한 파일을 제출해야 하는 것으로 이 세 가지 원칙이 지켜지지 않을 시 벌금, 방어제재, 결석재판, 불리한 추정 등 법원의 제재(Sanction)를 받게 될 수 있다.
이에 원활한 이디스커버리 진행을 위해서는 소송 당사자-담당 변호사-이디스커버리 전문 기업 간 협업이 매우 필요하다. 이디스커버리가 생소한 한국에서는 대형 로펌 및 회계법인 내부에 관련 부서를 두고 관련 서비스를 제공하거나 미국, 일본과 같이 해외 기업 중심으로 구성, 이디스커버리 전문 국내(한국) 기업은 1곳 이 유일한 기업으로 파악된다.

### 전자적으로 저장된 정보의 유형(ESI)
전자적으로 저장된 정보의 유형(Electronically Stored Information (ESI))은 2006년에 개정된 규칙에 따라 글, 그림, 그래프, 차트, 사진, 음성파일 데이터 등 다양한 데이터를 포함하고 있으며 이디스커버리 초창기에는 이메일이 주요 증거로 수집되었으나 최근 코로나19로 인해 재택근무가 증가하며 Slack, Teams와 같이 업무협업툴 사용 증가 추세에 따라 이디스커버리 시 중요한 데이터로 급부상하고 있다.
전자적 정보에는 (1) 개인 디바이스에 저장되어 있어 즉시 접속 가능한 자료, (2) 자동복구파일 등을 포함하는 복사자료, (3) 숙련된 전문가만이 접속할 수 있는 데이터 및 시스템 백업을 위한 백업자료, (4) 시스템 내부에 존재하는 삭제파일인 잔존자료, (5) 메타데이터라고 불리는 임베디드 데이터 등이 있다. 앞서 언급된 기본원칙 중 요청의 타당성을 충족시키기 위해 본격적인 이디스커버리 진행 전 소송 당사자 간 ESI 범위를 어디까지 포함할 것인가에 대해 논의하고, 여기서 합의된 내용에 따라 전자 데이터 수집, 보관, 제출한다.

#### 프로세스 단계
이디스커버리는 크게 정보식별-증거보전 및 데이터 수집-데이터처리/문서리뷰/데이터분석-제출 등의 과정으로 나눠 진행되며, 이를 가시화할 수 있도록 도식화한 내용이 EDRM(Electronic Discovery Reference Model)이다. 이를 통해 단계별 소송 당사자, 로펌, 이디스커버리 업체의 역할을 확인할 수 있다.
이디스커버리 전문 기업은 프로세스 전반에 참여하고 국가핵심기술 관련 소송의 경우 해외로 데이터를 제출하기 위해서는 국가의 허가 신청이 필요하므로 업체 선정 시 데이터가 어디에 저장되는지, 데이터 처리가 한국에서 이뤄지는 지, 데이터에 접근하는 인력은 어디에 소속인지 등을 파악하는 것이 필요하다. 최근에는 개인정보 보호를 위해 각국의 개인정보보호 관련 법 규정이 강화되고 지적재산권이 국가 경쟁력으로 떠오르면서 데이터 유출 최소화 및 개인정보 포함 민감정보를 삭제할 수 있는 자국 이디스커버리 전문 기업을 선호하는 분위기다.

### 전자 메시지 보관
증거의 제출이 데이터에 접근할 수 없는 등의 이유로 지연되거나 불가능한 경우가 종종있다. 예를 들어 백업 테이프가 발견되지 않거나 그 내용이 삭제되거나 덮어 씌여지는 경우이다. 이런 상황이 심각한 결말로 이어진 사건이 Zubulake vs. UBS Warburg LLC 사건이다. 이 소송에서 원고는 일관되게 그녀의 주장을 뒷받침하는 데 필요한 증거가 UBS의 컴퓨터 시스템에 저장되어 있다고 주장했다. UBS는 제출을 요구받은 이메일을 발견 할 수 없으며 일부 메일은 이미 삭제되어 있었다. 그래서 법원은 그런 메일이 존재했을 가능성이 강하다고 판단했다. 법원에 따르면 UBS의 법무부가 이메일을 포함한 정보 공개의 대상이 될 수 증거에 대해서는 저장할하라는 지시가 있었던 것은 인정하지만, 그 지시의 대상이되는 사람은 반드시 그것을 따르지 않았다. 이러한 판단하에 법원은 UBS에 대해 엄격한 제재를 부과했다.
대법원은 2006년에 연방 민사 소송 규칙을 개정하고이 가운데 사상 처음으로 전자 메일 및 IM 채팅 기록도 소송에 관계가 있으면 저장하여 제출하여야한다 전자적 기록의 범위 안에 있는 것으로 명확하게 예시되었다. 2005년부터 2007년까지 IM은 비즈니스의 통신 수단으로 갑자기 대두 (IM 사업에서의 사용에 대한 항 참조), 이메일뿐만 아니라 비즈니스에서 보편적으로 사용되게되었다. 이를 통해 기업은 이메일과 마찬가지로 IM 채팅 기록도 저장하고 검색 할 수 있는 수단을 취할 검토를 강요되기에 이르렀다있다.
이메일과 IM 모두를 전자적으로 저장할 수 있다면 전자 공시에서 이메일과 IM 채팅 기록을 검색하는 것은 비교적 간단한 작업이다. 정보 저장 시스템에서 메시지 나 채팅에 특유의 코드를 교부함으로써 그들이 진짜임을 담보 할 수 있는 것이있다. 이러한 시스템은 원래 메시지를 변경하거나 메시지를 삭제하거나 권한이없는 것이 메시지에 액세스하는 것을 방지 할 수 있다.
전자 기록의 공개에 있어서 또 하나 중요한 것은 정보를 적시에 공개하는 것이다. 2000년 3월에 앨 고어 (Al Gore) 부통령 (당시)의 정치 자금에 대한 연방 법무부의 조사가 있었다. 이 사건에서는 백악관의 변호사였던 베스 노턴 (Beth Norton)이 625 권의 백업 테이프에서 필요한 정보를 찾을에는 6 개월 정도 걸린다고 발언했다. 이것은 이후 전자 기록의 적시 공시를 강제하려면 어떻게해야할지 논의되고 있었지만, 2006년 연방 민사 소송 규칙의 개정은 이러한 논의와 검토가 열매를 맺은 것이다.
최신 메시지 보관 시스템은 변호사와 기술 전문가는 전자 메시지를 효과적으로 저장하고 적시에 검색 할 수 있도록 되어있다.

### 한국형 디스커버리 (K-Discovery)
현재 한국에서도 한국형 디스커버리(증거수집제도) 제도를 추진 중이며, 특허청을 중심으로 특허소송에 선 도입 후 확장할 계획으로 알려졌다. 이는 특허소송 시 침해입증 및 손해액 산정에 필요한 증거확보가 어렵고, 최근 국가경쟁력 강화를 위해 지적재산권이 중요해지면서 해외에서 특허 소송 시 데이터가 외부로 유출될 가능성이 존재해 우리 기업의 권리 보호를 위해 한국형 디스커버리 도입을 추진한다는 것이 특허청의 입장이다.
한국형 디스커버리의 주요 특징은 저비용 고효율 제도로 자료목록제출 등 현행 제도의 실효성을 높이는 방안을 기본으로 독일의 ‘전문가 증거조사’, 영국의 ‘자료목록ㆍ자료교환’ 등을 접목해 국내 실정에 맞는 제도로 구성 중이다. 하지만 산업계는 증거를 서로 교환하는 제도 특성상 정보 유출에 대한 우려로 인한 반발의 목소리가 존재해 특허청은 해외 수출이 많은 소재ㆍ부품ㆍ장비 업계 중심으로 청문회 등을 열어 의견을 청취하며 제도를 보완해 나가고 있다.

## 같이 보기
- 데이터 마이닝
- 디스커버리 (법)
- 기계 학습